# Синичане
Синичане (мкд. Синичане) је насеље у Северној Македонији, у северозападном делу државе. Синичане припада општини Боговиње.

## Географија
Насеље Синичане је смештено у северозападном делу Северне Македоније. Од најближег већег града, Тетова, насеље је удаљено 10 km јужно.
Синичане се налази у горњем делу историјске области Полог. Насеље је положено на западном ободу Полошког поља. Источно од насеља пружа се поље, а западно се издиже Шар-планина. Надморска висина насеља је приближно 510 метара.
Клима у насељу је умерено континентална.

## Становништво
Синичане је према последњем попису из 2021. године имало 1.205 становника.
| Национални састав према попису из 2021.‍ | Национални састав према попису из 2021.‍ | Национални састав према попису из 2021.‍ | Национални састав према попису из 2021.‍ | Национални састав према попису из 2021.‍ |
| --------------------------------------- | --------------------------------------- | --------------------------------------- | --------------------------------------- | --------------------------------------- |
|                                         |                                         |                                         |                                         |                                         |
| Албанци                                 | Албанци                                 |                                         | 1.155                                   | 95,8%                                   |
| непописани                              | непописани                              |                                         | 50                                      | 4,1%                                    |

Већинска вероисповест је ислам.